# Nosgoth
Nosgoth est un ancien jeu d'action multijoueur gratuit, développé par Psyonix et édité par Square Enix pour Microsoft Windows via une distribution numérique. Il s'agissait d'un spin-off de la série de jeux d'action-aventure Legacy of Kain et se déroulait dans son univers fictif éponyme. Nosgoth a utilisé un système joueur contre joueur dans lequel chaque match consistait en deux tours. Les équipes étaient composées de personnages affectés à l'une des deux races suivantes : les vampires, conçus autour du combat hack and slash ; et les humains, dont le gameplay s'inspire des jeux de tir à la troisième personne.
Initialement annoncé en juin 2013 à la suite de fuites sur Internet, Nosgoth était le premier jeu de la série Legacy of Kain en près de dix ans, précédé par Legacy of Kain: Defiance en 2003. Bien qu'autrefois destiné à être publié dans le cadre d'un projet solo, Legacy of Kain: Dead Sun, il a été reconceptualisé et a poursuivi son développement en tant que titre autonome après l'annulation de Dead Sun. Lorsqu'il a été officiellement révélé en septembre 2013, Nosgoth a suscité un accueil négatif,,. Commençant initialement son alpha fermée et ouvrant ses serveurs aux joueurs enregistrés fin 2013, la bêta ouverte du jeu a débuté en janvier 2015 et s'est terminée en mai 2016.
Le 8 avril 2016, Square Enix Europe a annoncé que les serveurs de Nosgoth s'arrêteraient le 31 mai 2016. Les forums officiels de Nosgoth ont également été fermés le 14 juin 2016.

## Système de jeu
Nosgoth était un jeu d'action multijoueur en ligne asymétrique. Le gameplay se concentre sur les personnages vampires en mêlée contre les personnages humains à distance et se compose de deux modes : Deathmatch et Flashpoint. Dans Deathmatch, les vampires et les humains se battent les uns contre les autres pour obtenir un nombre de victimes plus élevé que l'équipe adverse. Si le nombre de victimes atteint un seuil, l'équipe qui l'a atteint gagne ; si le temps s'écoule, l'équipe avec le plus de victimes gagne. Flashpoint est une émanation des modes Domination traditionnels qui chargent les humains de capturer une série de points de contrôle sur la carte. Deux points sont initialement disponibles, choisis au hasard, et lorsqu'un point est capturé, un autre apparaît. Les humains disposent d'un temps limité pour accomplir leur mission, mais chaque capture réussie ajoute du temps à l'horloge, prolongeant ainsi le match. Les vampires gagnent s'ils peuvent empêcher les captures suffisamment longtemps pour que le chronomètre du match soit écoulé.

## Résumé
Après l'exécution de Raziel dans Legacy of Kain: Soul Reaver, Kain a utilisé le Chronoplast - un appareil de voyage dans le temps - abandonnant apparemment son empire. Les clans de vampires de l'empire s'affrontèrent dans une guerre civile sanglante qui faillit anéantir le clan de Raziel. Alors que les vampires étaient occupés par leurs propres luttes internes, l'humanité a lentement résurgé alors que les évadés et les humains libres se sont unis pour reconstruire leur civilisation brisée.
Reconstruisant les villes et les défenses, et se transformant en une force de combat légitime, les humains en vinrent à occuper une partie du sud de Nosgoth. Les attaques sur les territoires clés sous contrôle des vampires ont finalement alerté les vampires du danger posé par leurs anciens esclaves et ont incité les clans de vampires à coopérer face à la nouvelle menace - et une nouvelle guerre a commencé pour le contrôle des terres de Nosgoth.

## Développement
Après la sortie de Legacy of Kain: Defiance en 2003, il est apparu qu'un sixième jeu Legacy of Kain était entré en développement chez Ritual Entertainment en 2004, mais avait été annulé avant d'être révélé publiquement,. En 2013, les spéculations sur l'existence d'un autre nouveau projet Legacy of Kain ont commencé avec la découverte que l'éditeur de la série Square Enix avait enregistré le nom de domaine warfornosgoth.com, faisant ainsi référence à Nosgoth, l'univers fictif de la série. De plus, le profil LinkedIn du compositeur de jeux vidéo Kevin Riepl faisait référence à un projet nommé « Nosgoth », citant Square Enix comme éditeur et Psyonix comme développeur.
Début juin 2013, George Kelion, responsable de la communauté de Square Enix London Studios, a répondu aux fuites et aux spéculations des fans qui ont suivi en confirmant l'existence et le développement en cours du projet Nosgoth sur VG247 et Eurogamer. Il a précisé que Nosgoth se déroulait dans le même univers que les précédents titres Legacy of Kain, mais qu'il ne s'agissait "pas d'une expérience LoK traditionnelle ou même solo". Kelion a en outre déclaré que Crystal Dynamics, développeur de longue date de Legacy of Kain, n'était pas impliqué dans le projet et que Nosgoth serait officiellement annoncé et correctement révélé, à une date ultérieure, au-delà de l'Electronic Entertainment Expo 2013,.
Fin juin 2013, des sources de chez Climax Studios explique que Nosgoth était à l'origine un jeu solo, nommé Legacy of Kain: Dead Sun. Le projet aurait été en cours de développement entre 2009 et 2012 par Climax Studios sous la supervision de Crystal Dynamics et était destiné à être un titre de lancement pour la PlayStation 4. Son mode multijoueur, développé par Psyonix Games, serait devenu Nosgoth après l'annulation de la composante solo du jeu par Square Enix en 2012. Kelion a répondu en confirmant que Dead Sun existait et que Nosgoth était destiné à être son jeu compagnon multijoueur, mais a déclaré que Nosgoth est un projet distinct qui a « grandi en taille et en portée depuis sa conception initiale », comportant « différents mécanismes, personnages, niveaux et mécaniques de jeu",.
Il dérive des influences du deuxième jeu de la série, Legacy of Kain: Soul Reaver, et se joue du point de vue de la troisième personne. Il devait être disponible sur Microsoft Windows en tant que titre téléchargeable uniquement,. En mars 2016, Square Enix et Psyonix ont annoncé que le jeu quitterait très prochainement l'accès anticipé. Cependant, le 8 avril 2016, Square Enix a annoncé avoir annulé le jeu car il n'avait pas réussi à captiver un large public.

## Accueil
GameSpot a noté le jeu 6/10, louant son gameplay divertissant et ses environnements détaillés, mais citant comme défauts un manque de contenu, des problèmes d'équilibre, des problèmes techniques et une discontinuité avec la série Legacy of Kain.
MMO & MMORPG Games lui a attribué une note de 6/10.